# 369 aC
El 369 aC va ser un any del calendari romà prejulià. En aquell temps, era conegut com a any del tribunat de Fidenat, Cicurí, Cos, Maluginense i Cincinnat (o, més rarament, any 385 ab urbe condita o de la fundació de la ciutat). L'ús del nom «369 aC» per referir-se a aquest any es remunta a l'alta edat mitjana, quan el sistema Anno Domini va ser el mètode de numeració dels anys més comú a Europa.

## Esdeveniments

### Antiga Grècia
- El general tebà Epaminondes fa retrocedir un exèrcit espartà que amenaçava Mantinea, avança cap al sud i es converteix en el primer general que travessa el riu Eurotes (la frontera d'Esparta) en la història.[2][3]
- Agesilau II, rei d'Esparta, encapçala la resistència espartana a la seva capital, Esparta (que no tenia muralles) davant l'atac d'Epaminondes, recolzat pels ilotes i pels periecs i també per espartans demòcrates.[4]
- Pelòpides, general atenenc, és un dels generals de la força tebana que envaeix el Peloponès. Diu a Epaminondes que no tornarà a casa fins a portar la guerra dins de la mateixa Esparta, fins i tot si sobrepassen el terme legal del seu càrrec. Efectivament va sobrepassar el termini i a la tornada tant Epaminondes com Pelòpides van ser encausats pel partit opositor, però van ser absolts.[5]

### Antiga Roma
- Aquest any són elegits tribuns amb potestat consular: Quint Servili Fidenat, Gai Veturi Cras Cicurí, Aulus Corneli Cos, Marc Corneli Maluginense i Quint Quinti Cincinnat.[6]
- Quint Quinti Cincinnat porta la guerra altre cop a la ciutat de Velitres, però la ciutat resisteix, tal com ho havia fet en anys anteriors.[7]

## Necrològiques
- Teetet d'Atenes, matemàtic grec i filòsof, protagonista el diàleg Teetet de Plató. Ferit en una de les batalles d'Epaminondes contra Esparta, és retirat de la zona de combat i contreu disenteria malaltia que li provoca la mort.[8]